# Almmilch
Almmilch oder Alpmilch ist eine Bezeichnung für Milch, die in der Almwirtschaft gewonnen wird.

## Zum Begriff
Ursprünglich bestand in der Alpung das logistische Problem der Milchverarbeitung. Ein Transport der Frischmilch ins Tal war undurchführbar. Wo nicht nur Jungvieh und trockengelegte Milchkühe aufgetrieben wurden, entwickelte sich die Sennwirtschaft, also die Käseherstellung direkt auf der Alm, aus der die verschiedenen Sorten des Berg-/Alm-/Alpkäses entstanden. Daneben gab es noch die Almheu-Gewinnung, dieses konnte im Winter zu Tal gebracht werden, sodass man auch an der Hofstelle zeitweise von Almmilch sprechen konnte. Diese Wirtschaftsweise ist weitestgehend ausgestorben.
Heute sind die meisten Almen/Alpen des Alpenraums mit Zufahrtswegen erschlossen, und mit Energie versorgt, womit die Kühlkette auch ab Berg aufrechterhalten werden kann. Daher kann die Milch sowohl für Trinkmilch wie Milchprodukte aller Art verwendet werden. Die Bezeichnung gilt heutzutage primär als Qualitätslabel im Marketing, zum einen wegen des arten- und inhaltsstoffreichen Futterangebots der alpinen Vegetation, zum anderen der auch für das Vieh gesunden Lebensumstände im Hochgebirge. Die Herstellung wird zunehmend gefördert, insbesondere wegen natur- und landschaftsschützerischer Anliegen, wie auch im Rahmen einer Ökologisierung der Landwirtschaft und der Erhaltung der Alpung als Kulturgut, so etwa in der Alpenkonvention (Protokoll Berglandwirtschaft von 1991). Almmilch gilt allgemein auch als Bio-Milch, weil Spritzmittel oder Kunstdüngung in der Almwirtschaft keinerlei Rolle spielen, und meist auch als gentechnikfrei, weil weder veränderte Futtersorten angebaut werden, noch mit eingekauftem Energiefutter zugefüttert. Über tatsächliche prinzipielle biochemische Unterschiede zu konventionell oder im Flachland und den Talungen produzierter Milch gibt es zwar einige Aussagen, aber keinen gesicherten Wissenstand.

## Nationales

### Österreich
In Österreich ist die Bezeichnung geschützt, und darf nur für solche Milchprodukte verwendet werden, die sowohl das Heumilch-Regulativ der ARGE Heumilch einhalten, als auch die Kriterien der ÖPUL-Maßnahme Alpung und Behirtung, die den Vorgaben des Protokolls Berglandwirtschaft der Alpenkonvention entsprechen. Diese Regelung ist ab dem Inkrafttreten der Durchführungsverordnung der Europäischen Kommission zur Eintragung der Bezeichnung „Heumilch“ in das Register der garantiert traditionellen Spezialitäten (g.T.S.) in Kraft, und wird von der Agrarmarkt Austria (AMA) im Rahmen des AMA Gütesiegels überwacht.
Die Bezeichnung darf nur für die tatsächlich auf der Alm/Alpe hergestellte Milch verwendet werden und spielt hauptsächlich bei den diversen namentlich oder der Herstellung nach geschützten Alm-/Alpkäsen eine Rolle, insbesondere Tiroler Almkäse/Tiroler Alpkäse g.U. und Vorarlberger Alpkäse g.U.